# June Barrow-Green
June Barrow-Green é uma matemática britânica, professora de história da matemática na The Open University.
É membro do conselho da London Mathematical Society e bibliotecária da sociedade.

## Publicações selecionadas
- Barrow-Green, June; Gray, Jeremy; Wilson, Robin (2018), The History of Mathematics: A Source-Based Approach, American Mathematical Society
- Barrow-Green, June (2002), Poincaré and the discovery of chaos, ISBN 9781840462883, Icon
- Barrow-Green, June (1997), Poincaré and the three body problem, ISBN 9780821803677, History of mathematics, v. 11., American Mathematical Society[2]